# Elisa Bloch
Elisa Bloch (Breslau, 25 de janeiro de 1848 - 10 de maio de 1905) foi uma escultora silesiana-francesa. Ela era oficial de instrução pública, Comandante da Ordem do Libertador e Chevalier da Ordem do Dragão de Annam. Ela foi aluna de Henri Chapu. Sua primeira exposição foi no Salon de 1878, um retrato medalhão de M. Bloch; isso foi seguido por "Esperança", a "Era Dourada", "Virgínio sacrificando sua filha", "Moisés recebendo as tábuas da lei" e outros. Bloch fez numerosos retratos, entre os quais os reis da Espanha e Portugal, Buffalo Bill, Camille Flammarion e outros. Ela recebeu menção honrosa em uma exibição de 1894. No Salão dos Artistas Franceses, 1903, Bloch exibiu um "Retrato de M. Frederic Passy, Membro do Instituto".